# Al-Auja (Jericó)
Al-Auja (àrab: العوجا, al-ʿAwjā) és un municipi palestí de la governació de Jericó a l'est de Cisjordània, situat 10 km al nord de Jericó. La ciutat té una àrea total de 107.905 dúnams, però, la seva àrea urbanitzada comprèn només 832 dúnams. Després de l'ocupació israeliana de Cisjordània arran de la Guerra dels Sis Dies de 1967, 30.147 dùnams de terra d'Al-Auja va ser classificats com a «zona tancada» i se'n va prohibir l'ús als palestins. Està a 230 metres sota el nivell del mar.
La vila està construïda al llarg i compartint el nom del uadi al-Auja, que significa «el serpenteig». Cal no confondre aquest riu amb un altre riu que té el mateix nom en àrab, Nahr al-Auja, també conegut pel seu nom bíblic i hebreu de riu Yarkon. Durant la Primera Guerra Mundial aquesta coincidència va generar el terme de «la línia dels dos Aujas», en referència a una línia estratègica que connectava les valls dels dos rius.
La terra agrícola representa més del 10% de l'àrea de la ciutat, majoritàriament plantat amb plàtans, taronges, i verdures que li donen fama. L'aigua de reg es subministra principalment pel corrent al-Auja.
Segons un cens es va dur a terme el 1931 per  les autoritats del Mandat Britànic, al-Auja tenia 253 habitants, en 100 cases.
Segons l'Oficina Central Palestina d'Estadístiques, al-Auja tenia una població de més de 4.000 habitants a mitjans de l'any 2006. En 1997 els refugiats palestins constitueixen el 24.7% de la població. Situada en l'"Àrea A", el control complet de l'àrea d'al-Auja fou transferida l'Autoritat Nacional Palestina en un acord de 1994 que incloïa també Jericó i Gaza.